# Redavalle
Redavalle (lombardul: Ridaval) település Olaszországban, Lombardia régióban, Pavia megyében. Lakosainak száma 1046 fő (2023. január 1.). Redavalle Barbianello, Broni, Pietra de’ Giorgi és Santa Giuletta községekkel határos.

## Népesség
A település lakossága az elmúlt években az alábbi módon változott:
| Lakosok száma | 1080 | 1072 | 1046 |
|               | 2017 | 2018 | 2023 |